# Pristimantis scolodiscus
Pristimantis scolodiscus ist eine Froschart aus der Unterfamilie Pristimantinae in der Familie Strabomantidae. Die Gattung Pristimantis besteht 2021 aus mehr als 570 Arten.

## Merkmale
Die Männchen haben eine Kopf-Rumpf-Länge von 17,6 bis 20,4 Millimetern, die Weibchen messen 18,4 bis 22,3 Millimeter und sind damit durchschnittlich größer als die Männchen. Der Rücken ist fein granuliert und blass orange gefärbt, manchmal mit braunen Flecken. Der Bauch ist weiß. Die Iris ist graublau. Das Tympanum ist undeutlich. Die Männchen besitzen Schallblase. An den Spitzen der dritten Finger befindet sich an der Haftscheibe eine Papille. Von diesem Merkmal ist der Artname scolodiscus abgeleitet, zusammengesetzt aus den griechischen Wörtern skolos (spitz) und diskos (Scheibe).

## Verbreitung
Er kommt im nördlichen  Ecuador in den Provinzen Esmeraldas und Carchi vor. Das Verbreitungsgebiet reicht bis ins südwestliche Kolumbien in das Departamente de Nariño.

## Lebensraum
Der Lebensraum der Art sind die dichten und ungestörten Nebelwälder an den Abhängen der Anden in einer Höhe von 1200 bis 1780 Metern über dem Meeresspiegel.

## Lebensweise
Pristimantis scolodiscus hat eine nächtliche Lebensweise. Die Männchen rufen aus 1 bis 3 Metern Höhe in der Vegetation. Obwohl es in den Nebelwäldern viele kleine Gewässer gibt, ist die Entwicklung der Jungfrösche außerhalb des Wassers ohne freilebendes Kaulquappenstadium möglich. Sie entwickeln sich direkt in den Eiern. Alle neotropischen Frösche mit einer solchen direkten Entwicklung werden zur Überfamilie Brachycephaloidea, auch Terrarana genannt, gezählt.

## Gefährdung
Die Art ist nicht nur vom Verlust ihres Lebensraumes bedroht, der durch die Expansion der Landwirtschaft verursacht wird, sondern auch durch Krankheiten wie die Chytridiomykose.
Die Typuslokalität liegt in der La Planada National Reserve in Kolumbien, einem Naturschutzgebiet. In Ecuador liegt der Lebensraum der Art ebenfalls teilweise in Schutzgebieten wie der Reserva Ecológica Cotacachi-Cayapas in Ecuador.

## Systematik und Taxonomie
Pristimantis scolodiscus wurde 1990 durch John Douglas Lynch und Patricia A. Burrowes als Eleutherodactylus scolodiscus beschrieben. 2007 wurde Eleutherodactylus scolodiscus von S. Blair Hedges, William E. Duellman und Matthew P. Heinicke in die Gattung Pristimantis gestellt. Diese Gattung umfasst die südamerikanischen Arten der ehemaligen Großgruppe Eleutherodactylus. In der immer noch sehr artenreichen Gattung Pristimantis gehört Pristimantis scolodiscus zur Untergattung Pristimantis (Pristimantis). Die große Familie der Südfrösche, zu der die Gattung nach damaliger Auffassung gehörte, wurde in mehrere Familien aufgeteilt und 2008 wurden alle Pristimantis-Arten der Familie der Strabomantidae zugeordnet. 2011 wurden die Strabomantidae mit der Familie Craugastoridae zusammengelegt und eine eigene Unterfamilie Pristimantinae errichtet. Diese wurde jedoch 2014 aufgelöst und Pristimantis wurde in die Unterfamilie Ceuthomantinae integriert. 2018 wurde die Familie Strabomantidae mit vier Unterfamilien, darunter die Unterfamilie Pristimantinae, wiedererrichtet.